# Michael Holt (snooker)
Michael Holt, angleški igralec snookerja, * 7. avgust 1978, Nottingham, Anglija.
Holt se je v karieri trikrat prebil v četrtfinale jakostnih turnirjev, UK Championshipa 1999, LG Cupa 2003 in Grand Prixa 2005.

## Kariera
Holt je tako leta 2001 kot 2002 izpadel v zadnjem krogu kvalifikacij za Svetovno prvenstvo. Zatem se je skoraj uvrstil na prvenstvo leta 2004, saj je v zadnjem krogu kvalifikacij že vodil z 9-5 proti Anthonyju Hamiltonu, a nato izgubil vseh naslednjih pet framov in dvoboj izgubil z izidom 9-10.
Na prvenstvu je naposled le debitiral leta 2005 in v prvem krogu premagal prijatelja Paula Hunterja z 10-8. V drugem krogu se je pomeril s Stevom Davisom in navkljub vodstvu že z 8-2 izpadel, končni izid je bil 10-13. Holt je pred prvenstvom preko priljubljene spletne strani eBay objavil dražbo za oglaševalski prostor na svojem telovniku. Največ je ponudil nottinghamski nočni lokal Cabaret.
Kvalificiral se je tudi za Svetovno prvenstvo 2006 in že v prvem krogu izgubil proti kasnejšemu finalistu Petru Ebdonu z 8-10. Holt si je z dobro igro prislužil Ebdonov aplavz.
Leta 2006 je po zmagi v finalu nad Barryjem Hawkinsom (4-2) osvojil nejakostni turnir German Open, leto poprej pa je v finalu izgubil proti Marku Kingu z 2-4. Na turnirju Malta Cup 2007 je prvič v karieri, po štirih prehodnih neuspehih, premagal Ronnieja O'Sullivana, izid je bil 5-3. Po zmagi nad O'Sullivanom je moral nato v osmini finala priznati premoč Marku Kingu.
Na Svetovnem prvenstvu 2007 mu je žreb naklonil težkega nasprotnika že v prvem krogu, kasnejši prvak John Higgins je bil namreč boljši z 10-4. Preostanek leta 2007 je bil za Holta bled, čeprav je osvojil nejakostni turnir Dutch Open, na katerem pa je nastopilo le 7 igralcev  iz najboljše dvaintrideseterice po svetovni jakostni lestvici. Na poti do zmage je porazil Nigela Bonda in Barryja Pinchesa. Leta 2008 se ni uspel uvrstiti na Svetovno prvenstvo, potem ko ga je v zadnjem krogu kvalifikacij izločil Michael Judge. Neuspeh v kvalifikacijah je za Holta pomenil tudi izpad iz najboljše dvaintrideseterice na svetovni jakostni lestvici, potem ko se v celotni sezoni niti enkrat ni uspel prebiti v osmino finala katerega od jakostnih turnirjev.
Holtove igre so se izboljšale v sezoni 2008/09. Uvrstil se je v osmino finala turnirja Grand Prix 2008, na katerem je premagal Marka Allena s 5-1, a nato izpadel proti Dingu Junhuiju, ki je slavil z izidom 5-2. Na naslednjem jakostnem turnirju v sezoni, Prvenstvu Bahrajna, je Holt v prvem krogu ponižal Davida Morrisa s 5-0. Irski igralec pa ni doživel poloma zgolj sodeč po končnem izidu, temveč tudi po točkovni beri, saj je Morris v celotnem dvoboju dosegel le 10 točk, kar je bilo najnižje število doseženih točk poraženca v katerem koli jakostnem dvoboju do 5 framov od leta 1992. Po zmagi nad Jamiejem Copom se je uvrstil v osmino finala in za BBC celo komentiral, da igra v življenjski formi. V osmini finala je nato izgubil proti Robertu Milkinsu s 4-5, čeprav je vodil že s 4-0. Z zmagama v kvalifikacijah proti Marku Davisu in Dominicu Dalu se je uvrstil na zaključni turnir Svetovnega prvenstva 2009, s čimer si je zagotovil vrnitev v najboljšo dvaintrideseterico svetovne jakostne lestvice. V prvem krogu je znova naletel na kasnejšega prvaka Johna Higginsa in izgubil s 5-10. Spremembo v svoji igri in opazen vzpon je sam komentiral z besedami: »To leto so me ljudje morali premagovati. Sam dvobojev nisem zapravljal.« 

## Osebnost
Analiza Holtove telesne govorice na Svetovnem prvenstvu 2006 je razkrila nekaj očitnih slabosti v njegovem odnosu in temperamentu. Holt se po slabo odigranem udarcu težko ponovno zbere, zaradi česar lahko njegova forma pade za nekaj framov, kar je pogosto voda na mlin njegovih nasprotnikov. Očitno potrebuje samozavest za doseganje svojih najboljših rezultatov. Kljub zelo pogostemu izgubljanju dvobojev v odločilnih framih pa je Holt izjavil, da ni psihološko slabo pripravljen, da mu le zmanjka koncentracije.
Holta so v karieri že kaznovali z odvzemom framov zaradi preklinjanja, v sezoni 2006/07 pa so ga enkrat kaznovali, ker je med dvobojem v zrak vrgel čokolado. Holt je znan tudi po neslavnem pripetljaju, ko je na turnirju China Open 2005 pri izidu 4-4 sredi odločilnega frama predal dvoboj proti Joeju Perryju, čeprav je bilo na mizi še 13 rdečih krogel. Vzdevek »The Hitman« si je prislužil zavoljo svoje strasti za udarjanje mize v jezi, po katerem si je nekoč celo zlomil prstni členek.
Holt po koncu sezone ljubiteljsko meša glasbo v Grčiji, ima pa tudi kompetence za delo osebnega trenerja.

## Osvojeni turnirji

### Nejakostni turnirji
- German Open - 2006
- Dutch Open - 2007
- WLBSA svetovno prvenstvo v mešanih dvojicah (z Reanne Evans) - 2009